# Gare de Saint-Jory
Gare de Saint-Jory – stacja kolejowa w Saint-Jory, w departamencie Górna Garonna, w regionie Oksytania, we Francji.
Jest stacją Société nationale des chemins de fer français (SNCF), obsługiwanym przez pociągi TER Midi-Pyrénées.